# Gracilinanus dryas
Gracilinanus dryas e вид опосум от семейство Didelphidae. Видът обитава високопланински тропически гори одновно във Венецуела и по-малко в Колумбия на надморска височина от 1100 до 4000 m. Храни се с плодове, безгръбначни и малки гръбначни животни. Той е заплашен от загуба на местообитания.